# Стасенко Микола Олександрович
Микола Олександрович Стасенко (біл. Мікалай Аляксандравіч Стасенко; 15 лютого 1987, м. Рощино, СРСР) — білоруський хокеїст, захисник. Виступає за «Сєвєрсталь» (Череповець) у Континентальній хокейній лізі. 
Виступав за ЦСКА-2 (Москва), «Юніор» (Мінськ), «Юність» (Мінськ), «Амур» (Хабаровськ).
У складі національної збірної Білорусі учасник зимових Олімпійських ігор 2010 (4 матчі, 0+3), учасник чемпіонатів світу 2010 і 2011 (12 матчів, 0+2). У складі молодіжної збірної Білорусі учасник чемпіонату світу 2007.
Досягнення
- Чемпіон Білорусі (2006, 2009)
- Володар Континентального кубка (2007).